# Zaphne ambigua
Zaphne ambigua är en tvåvingeart som först beskrevs av Fallen 1823.  Zaphne ambigua ingår i släktet Zaphne och familjen blomsterflugor. Arten är reproducerande i Sverige. Inga underarter finns listade i Catalogue of Life.